# Logiciel semi-libre
Dans la terminologie de la Free Software Foundation, un logiciel semi-libre était un logiciel privateur, mais pour lequel sont autorisées l'utilisation, la copie, la distribution, la modification et/ou la distribution de versions modifiées « uniquement dans un but non lucratif ».
Dans le passé, la FSF faisait la distinction entre les logiciels privateurs autorisant la modification et la redistribution d'un programme à des fins non commerciales, avec ceux qui ne le permettaient pas. Cette distinction a été retirée, et n'est plus soutenue par la FSF.
Bien qu'il soit dans le domaine public, MicroEMACS par exemple est un logiciel propriétaire car une clause du contrat de licence interdit explicitement la redistribution commerciale du logiciel sans accord préalable de l'auteur. 
Par ailleurs, un tel logiciel ne se conforme pas à la définition des logiciels open source telle qu'elle est donnée par l'Open Source Initiative.